# Démographie des Landes
La démographie des Landes est caractérisée par une faible densité, une population en croissance depuis les années 1950 et vieillissante.
Avec ses 428 427 habitants en 2022, le département français des Landes se situe en 58e position sur le plan national.
En six ans, de 2015 à 2021, sa population s'est accrue de près de 19 800 unités, c'est-à-dire de plus ou moins 3 300 personnes par an. Mais cette variation est différenciée selon les 327 communes que comporte le département.
La densité de population des Landes, 46,4 habitants par kilomètre carré en 2022, est deux fois inférieure à celle de la France entière qui est de 107,1 hab./km2 pour la même année.

## Évolution démographique du département des Landes
Le département a été créé par décret du 4 mars 1790. Il comporte alors quatre districts (Dax, Mont-de-Marsan, Saint-Sever, Tartas) et 25 cantons. Le premier recensement sera réalisé en 1791 et ce dénombrement, reconduit tous les cinq ans à partir de 1821, permettra de connaître plus précisément l'évolution des territoires.
Avec 281 504 habitants en 1831, le département représente 0,86 % de la population française, qui est alors de 32 569 000 habitants. De 1831 à 1866, il va gagner 25 189 habitants, soit une augmentation de 0,26 % moyen par an, égal au taux d'accroissement national de 0,48 % sur cette même période.
L'évolution démographique entre la Guerre franco-prussienne de 1870 et la Première Guerre mondiale est à la baisse. Sur cette période, la population perd 11 626 habitants, soit -3,87 % alors qu'elle croît de 10 % au niveau national. La population perd ensuite 4,74 % pendant l'entre-deux guerres courant de 1921 à 1936 parallèlement à une croissance au niveau national de 6,9 %.
À l'instar des autres départements français, les Landes vont ensuite connaître un essor démographique après la Seconde Guerre mondiale. 
En 2022, le département comptait 428 427 habitants, en évolution de +5,78 % par rapport à 2016 (France hors Mayotte : +2,11 %).
| 1791 | 1801    | 1806    | 1821    | 1826    | 1831    | 1836    | 1841    | 1846    |
| ---- | ------- | ------- | ------- | ------- | ------- | ------- | ------- | ------- |
| -    | 224 272 | 240 146 | 256 311 | 265 309 | 281 504 | 284 918 | 288 077 | 298 200 |

| 1851    | 1856    | 1861    | 1866    | 1872    | 1876    | 1881    | 1886    | 1891    |
| ------- | ------- | ------- | ------- | ------- | ------- | ------- | ------- | ------- |
| 302 196 | 309 832 | 300 839 | 306 693 | 300 528 | 303 508 | 301 143 | 302 266 | 297 842 |

| 1896    | 1901    | 1906    | 1911    | 1921    | 1926    | 1931    | 1936    | 1946    |
| ------- | ------- | ------- | ------- | ------- | ------- | ------- | ------- | ------- |
| 292 884 | 291 586 | 293 397 | 288 902 | 263 937 | 263 111 | 257 186 | 251 436 | 248 395 |

| 1954    | 1962    | 1968    | 1975    | 1982    | 1990    | 1999    | 2006    | 2011    |
| ------- | ------- | ------- | ------- | ------- | ------- | ------- | ------- | ------- |
| 248 943 | 260 495 | 277 381 | 288 323 | 297 424 | 311 461 | 327 334 | 362 827 | 387 929 |

| 2016    | 2021    | 2022    | - | - | - | - | - | - |
| ------- | ------- | ------- | - | - | - | - | - | - |
| 405 010 | 422 976 | 428 427 | - | - | - | - | - | - |

## Population par divisions administratives

### Arrondissements
Le département des Landes comporte deux arrondissements. La population se concentre principalement sur l'arrondissement de Dax, qui recense 56 % de la population totale du département en 2022, avec une densité de 75,1 hab./km2, contre 44 % pour l'arrondissement de Mont-de-Marsan.
| Arrondissement  | Population(2022) | Variation(2022/2016)                       | Superficie(km2) | Densité(hab./km2) |
| --------------- | ---------------- | ------------------------------------------ | --------------- | ----------------- |
| Dax             | 240 041          | en évolution de +6,82 % par rapport à 2016 | 3 194,2         | 75,1              |
| Mont-de-Marsan  | 188 386          | en évolution de +4,49 % par rapport à 2016 | 6 048,4         | 31,1              |
| Source : Insee. |                  |                                            |                 |                   |

### Communes de plus de5 000 habitants
Sur les 327 communes que comprend le département des Landes, 39 ont en 2021 une population municipale supérieure à 2 000 habitants, quinze ont plus de 5 000 habitants et cinq ont plus de 10 000 habitants : Mont-de-Marsan, Dax, Biscarrosse, Saint-Paul-lès-Dax et Tarnos.
Les évolutions respectives des communes de plus de 5 000 habitants sont présentées dans le tableau ci-après.
| Commune                  | Population(2022) | Variation(2022/2016)                        | Superficie(km2) | Densité(hab./km2) |
| ------------------------ | ---------------- | ------------------------------------------- | --------------- | ----------------- |
| Mont-de-Marsan           | 31 455           | en évolution de +5,25 % par rapport à 2016  | 36,88           | 852,9             |
| Dax                      | 21 716           | en évolution de +3,95 % par rapport à 2016  | 19,7            | 1 102,3           |
| Biscarrosse              | 15 412           | en évolution de +8,43 % par rapport à 2016  | 160,48          | 96                |
| Saint-Paul-lès-Dax       | 14 114           | en évolution de +7,81 % par rapport à 2016  | 58,45           | 241,5             |
| Tarnos                   | 12 900           | en évolution de +4,34 % par rapport à 2016  | 26,26           | 491,2             |
| Saint-Pierre-du-Mont     | 9 996            | en évolution de +5,42 % par rapport à 2016  | 26,25           | 380,8             |
| Capbreton                | 9 218            | en évolution de +5,31 % par rapport à 2016  | 21,75           | 423,8             |
| Soustons                 | 8 445            | en évolution de +9,73 % par rapport à 2016  | 100,38          | 84,1              |
| Saint-Vincent-de-Tyrosse | 8 051            | en évolution de +5,52 % par rapport à 2016  | 20,98           | 383,7             |
| Mimizan                  | 7 449            | en évolution de +7,93 % par rapport à 2016  | 114,83          | 64,9              |
| Parentis-en-Born         | 7 463            | en évolution de +22,46 % par rapport à 2016 | 111,55          | 66,9              |
| Labenne                  | 7 095            | en évolution de +11,68 % par rapport à 2016 | 24,48           | 289,8             |
| Aire-sur-l'Adour         | 6 215            | en évolution de +1,65 % par rapport à 2016  | 57,78           | 107,6             |
| Saint-Martin-de-Seignanx | 6 123            | en évolution de +14,47 % par rapport à 2016 | 45,35           | 135               |
| Ondres                   | 6 194            | en évolution de +18,8 % par rapport à 2016  | 15,13           | 409,4             |
| Source : Insee.          |                  |                                             |                 |                   |

## Structures des variations de population

### Soldes naturels et migratoires depuis 1968
La variation moyenne annuelle est positive et en augmentation entre 1968 et 2010 passant de 0,6 à 1,5 %. Elle est en baisse depuis 2010, passant à 0,7 % sur la dernière période. 
Le solde naturel annuel qui est la différence entre le nombre de naissances et le nombre de décès enregistrés au cours d'une même année, a baissé, passant de 0,1 à −0,3 %. La baisse du taux de natalité, qui passe de 14 à 8,4 ‰, n'est en fait pas compensée par une baisse du taux de mortalité, qui parallèlement passe de 12,6 à 11 ‰.
Le flux migratoire est positif et en forte augmentation sur la période courant de 1968 à 2010. Le taux annuel passe de 0,4 à 1,5 %, avant de redescendre à 1,1 % entre 2015 et 2021. 
| Indicateurs démographiques                       | 1968 à1975 | 1975 à1982 | 1982 à1990 | 1990 à1999 | 1999 à2010 | 2010 à2015 | 2015 à2021 |
| ------------------------------------------------ | ---------- | ---------- | ---------- | ---------- | ---------- | ---------- | ---------- |
| Variation annuelle moyenne de la population en % | 0,6        | 0,4        | 0,6        | 0,6        | 1,5        | 1,0        | 0,8        |
| - due au solde naturel en %                      | 0,1        | -0,1       | -0,1       | -0,1       | -0,0       | -0,0       | -0,3       |
| - due au solde apparent des entrées sorties en % | 0,4        | 0,6        | 0,7        | 0,7        | 1,5        | 1,0        | 1,1        |
| Taux de natalité en ‰                            | 14,0       | 11,1       | 10,8       | 10,0       | 10,3       | 9,8        | 8,4        |
| Taux de mortalité en ‰                           | 12,6       | 12,5       | 11,9       | 11,4       | 10,6       | 10,3       | 11,0       |
| Source : Insee.                                  |            |            |            |            |            |            |            |

### Mouvements naturels sur la période 2014-2022
En 2014, 3 696 naissances ont été dénombrées contre 4 159 décès. Le nombre annuel des naissances a diminué depuis cette date, passant à 3 602 en 2022, indépendamment à une augmentation, mais relativement faible, du nombre de décès, avec 5 183 en 2022. Le solde naturel est ainsi négatif et diminue, passant de -463 à −1 581.
Pour des raisons techniques, il est temporairement impossible d'afficher le graphique qui aurait dû être présenté ici.

## Densité de population
La densité de population est en légère augmentation depuis 1968, en cohérence avec l'augmentation de la population.
En 2021, la densité était de 45,8 hab./km2.
| 1968 |  | 30.0 |  |

| 1975 |  | 31.2 |  |

| 1982 |  | 32.2 |  |

| 1990 |  | 33.7 |  |

| 1999 |  | 35.4 |  |

| 2010 |  | 41.6 |  |

| 2015 |  | 43.6 |  |

| 2021 |  | 45.8 |  |

## Répartition par sexes et tranches d'âges
La population du département est plus âgée qu'au niveau national.
En 2021, le taux de personnes d'un âge inférieur à 30 ans s'élève à 28,6 %, soit en dessous de la moyenne nationale (35,1 %). À l'inverse, le taux de personnes d'âge supérieur à 60 ans est de 33 % la même année, alors qu'il est de 26,6 % au niveau national.
En 2021, le département comptait 205 084 hommes pour 217 892 femmes, soit un taux de 51,51 % de femmes, légèrement inférieur au taux national (51,61 %).
Les pyramides des âges du département et de la France s'établissent comme suit.
| Hommes | Classe d’âge | Femmes |
| ------ | ------------ | ------ |
| 0,9    | 90 ou +      | 2,3    |
| 9      | 75-89 ans    | 11,5   |
| 20,6   | 60-74 ans    | 21,6   |
| 21,5   | 45-59 ans    | 20,7   |
| 17,4   | 30-44 ans    | 17,1   |
| 14,2   | 15-29 ans    | 12,1   |
| 16,4   | 0-14 ans     | 14,6   |

| Hommes | Classe d’âge | Femmes |
| ------ | ------------ | ------ |
| 0,7    | 90 ou +      | 1,9    |
| 7,0    | 75-89 ans    | 9,5    |
| 16,6   | 60-74 ans    | 17,5   |
| 20,0   | 45-59 ans    | 19,5   |
| 18,8   | 30-44 ans    | 18,3   |
| 18,3   | 15-29 ans    | 16,7   |
| 18,6   | 0-14 ans     | 16,7   |

## Répartition par catégories socioprofessionnelles
La catégorie socioprofessionnelle des retraités est surreprésentée par rapport au niveau national. Avec 34,2 % en 2021, elle est 7,4 points au-dessus du taux national (26,8 %). La catégorie socioprofessionnelle des cadres et professions intellectuelles supérieures est quant à elle sous-représentée par rapport au niveau national. Avec 5,6 % en 2021, elle est 4,5 points en dessous du taux national (10,1 %).
| Catégorie socioprofessionnelle                    | 2015    | 2015 | 2021    | 2021 | Détails de l'année 2021 | Détails de l'année 2021 | Détails de l'année 2021            | Détails de l'année 2021            | Détails de l'année 2021            |
| Catégorie socioprofessionnelle                    | Nb      | %    | Nb      | %    | Hommes                  | Femmes                  | Part en % de la population âgée de | Part en % de la population âgée de | Part en % de la population âgée de |
| Catégorie socioprofessionnelle                    | Nb      | %    | Nb      | %    | Hommes                  | Femmes                  | 15 à 24 ans                        | 25 à 54 ans                        | 55 ans ou +                        |
| ------------------------------------------------- | ------- | ---- | ------- | ---- | ----------------------- | ----------------------- | ---------------------------------- | ---------------------------------- | ---------------------------------- |
| Agriculteurs exploitants                          | 4 503   | 1,3  | 3 561   | 1,0  | 2 571                   | 990                     | 0,2                                | 1,4                                | 0,8                                |
| Artisans, commerçants, chefs d'entreprise         | 14 913  | 4,4  | 16 617  | 4,6  | 10 891                  | 5 726                   | 0,8                                | 8,1                                | 2,5                                |
| Cadres et professions intellectuelles supérieures | 16 598  | 4,9  | 19 932  | 5,6  | 11 282                  | 8 650                   | 1,2                                | 9,9                                | 2,7                                |
| Professions intermédiaires                        | 42 121  | 12,5 | 46 971  | 13,1 | 22 133                  | 24 839                  | 8,2                                | 24,4                               | 4,3                                |
| Employés                                          | 57 243  | 17,0 | 57 726  | 16,1 | 13 837                  | 43 888                  | 16,4                               | 27,2                               | 6,4                                |
| Ouvriers                                          | 46 934  | 13,9 | 45 294  | 12,7 | 35 795                  | 9 500                   | 17,3                               | 20,9                               | 4,4                                |
| Retraités                                         | 113 055 | 33,5 | 122 397 | 34,2 | 57 259                  | 65 138                  | 0,0                                | 0,3                                | 71,7                               |
| Autres personnes sans activité professionnelle    | 41 827  | 12,4 | 45 144  | 12,6 | 17 661                  | 27 482                  | 55,9                               | 7,8                                | 7,3                                |
| Ensemble                                          | 337 195 | 100  | 357 642 | 100  | 171 429                 | 186 213                 | 100                                | 100                                | 100                                |
| Sources : Insee,.                                 |         |      |         |      |                         |                         |                                    |                                    |                                    |